# Jooks
Johan Forsby med kunsternavnet Jooks (født 5. marts 1980) er en dansk rapper og forfatter.
Karrieren startede, da han vandt DM i Rap i 1997 med rapgruppen Rent mel. I sin tidlige karriere optrådte han solo med kunstnernavnet MC Jo. Han har desuden arbejdet sammen med en række danske kunstnere som L.O.C., Clemens, Jokeren, Suspekt, Niarn og Per Vers. 
Jooks albumdebuterede som solokunstner i juni 2009 med Privilegeret, der udkom på ArtPeople. singlerne "Jackmove" og "Træk vejret" udkom efteråret 2008 og blev efterfulgt af hittet "Hun vil ha' en rapper", som udkom i maj 2009.
I april 2012 begyndte han at udgive sin musik på YouTube i kapitler. Det blev til i alt tre kapitler, som blev lagt online i takt med at de blev produceret, og slutresultatet er en sammenhængende række af musikvideoer med en afrundet fortælling.
I oktober 2014 udkom singlen "Etableret", efterfulgt af "Lige Nu" i november 2014 - begge forløbere for studiealbummet "Dyr" som udkom i januar 2015. 
I februar 2015 udgav han sammen med Tarek Omar romanen 'Sønner af mænd' på Politikens Forlag.

## Private forhold
Han er gift med forfatteren Julia Lahme, og de har sammen sønnerne Elias og Sofus.

## Diskografi
- Langt om længe som medlem af Rent mel, FabK Productions 1999
- Ingen Stress som medlem af Rent mel, Hideout
- Privilegeret soloudspil, Hideout / Artpeople.
- Etableret (single soloudspil), Universal Music 2014.[1]
- Lige Nu (single soloudspil), Universal Music 2014 Arkiveret 19. december 2014 hos  Wayback Machine.
- Dyr soloudspil, Universal Music 2015